# Dit is voor jou
Dit is voor jou is een lied van de Nederlandse band Goldband. Het werd in 2020 als single uitgebracht en stond in 2021 als tiende track op het album Betaalbare romantiek. 

## Achtergrond
Dit is voor jou is geschreven door Boaz Kok, Karel Gerlach, Milo Driessen en Wieger Hoogendorp en geproduceerd door Gerlach en Hoogendorp. Het is een lied dat kan worden ingedeeld in de genres eurotrance en nederpop. Het lied is een ode aan de moeders van de artiesten. Het nummer zou eerst gaan over een festivalontmoeting, maar uiteindelijk vonden de bandleden dit een te luchtig onderwerp en besloten om het nummer meer emotionele lading te geven. Driessen kwam met de regel "Dit is voor jou", waar de band het lied verder omheen heeft gebouw. Ieder maakte zijn eigen couplet, en Driessen schreef deze voor zijn moeder. Zijn moeder was twee jaar voor uitbrengen van het lied overleden, nog voordat de band was doorgebroken. In het lied zingt hij over haar en tegen haar met de vraag en hoop of ze trots op hem is. Pas nadat de bandleden bij elkaar kwamen om hun coupletten te bekijken, bleek dat de andere bandleden ook hun couplet aan hun moeder had toegeschreven. Driessen vertelde dat het nummer ook paste bij de tijd, aangezien velen ten tijde van uitbrengen thuis zaten vanwege de coronacrisis. Hierdoor zijn sommigen eenzaam en gaan dan denken over degenen die ze missen, zoals een moeder.

## Hitnoteringen
Er waren geen noteringen in de hitlijsten in Nederland, maar de band had bescheiden succes met het lied in Vlaanderen. Hier bereikte het de dertiende plek in de Ultratip 100 van de Vlaamse Ultratop 50.